# Вунаста летећа веверица
Вунаста летећа веверица (лат. Eupetaurus cinereus) је сисар из реда глодара и породице веверица (Sciuridae). 

## Распрострањење
Врста има станиште у Индији и Пакистану.

## Станиште
Станишта врсте су шуме и планине од 2.400 до 3.800 метара надморске висине.

## Угроженост
Подаци о распрострањености ове врсте су недовољни.